# Cestrum abeggii
Cestrum abeggii là loài thực vật có hoa trong họ Cà. Loài này được Urb. & Ekman mô tả khoa học đầu tiên năm 1929.